# 鹿灰蝶屬
鹿灰蝶屬（Yamfly，學名：Loxura）是線灰蝶亞科鹿灰蝶族裡的一個屬。共有2個物種，分佈於東南亞。成蟲以橙色為主，前翅翅面頂區黑色，後翅有長長的翅尾。幼蟲以薯蕷、菝葜、茄作寄主植物。

## 物種
- 鹿灰蝶 Loxura atymnus (Stoll, 1780)
- 絲帶鹿灰蝶 Loxura cassiopeia Distant, 1884

## 圖集

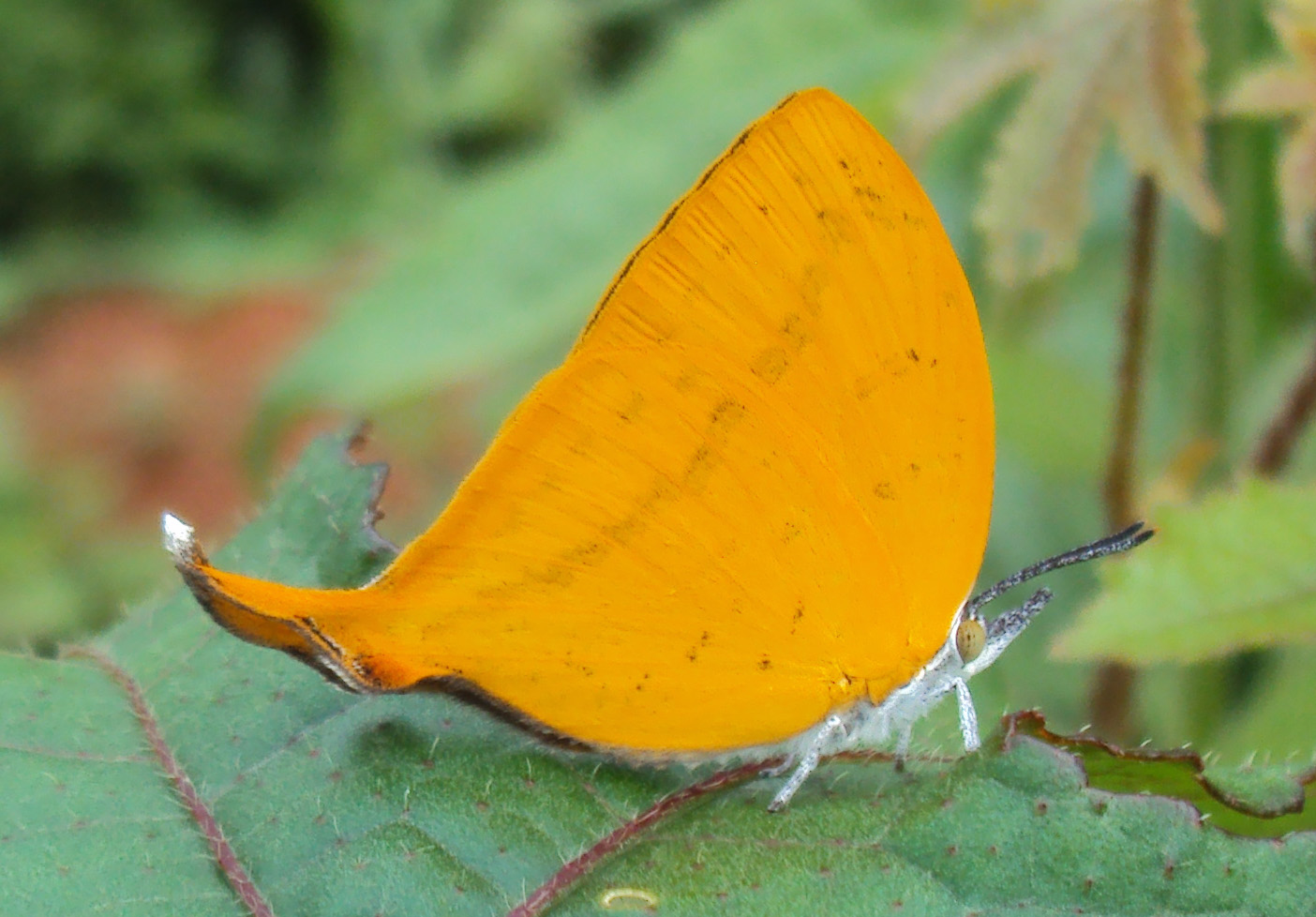
鹿灰蝶 Loxura atymnus
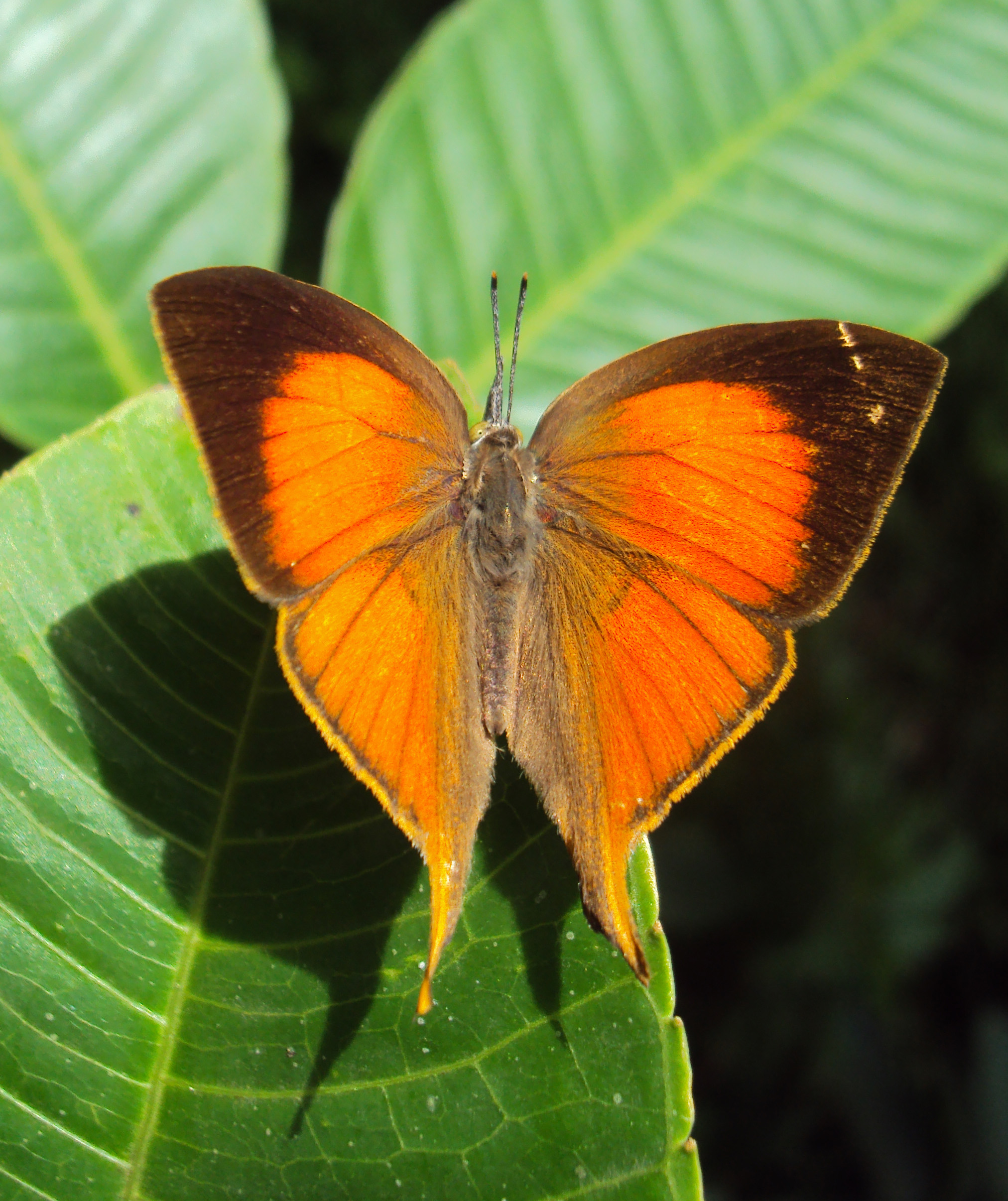
鹿灰蝶 Loxura atymnus
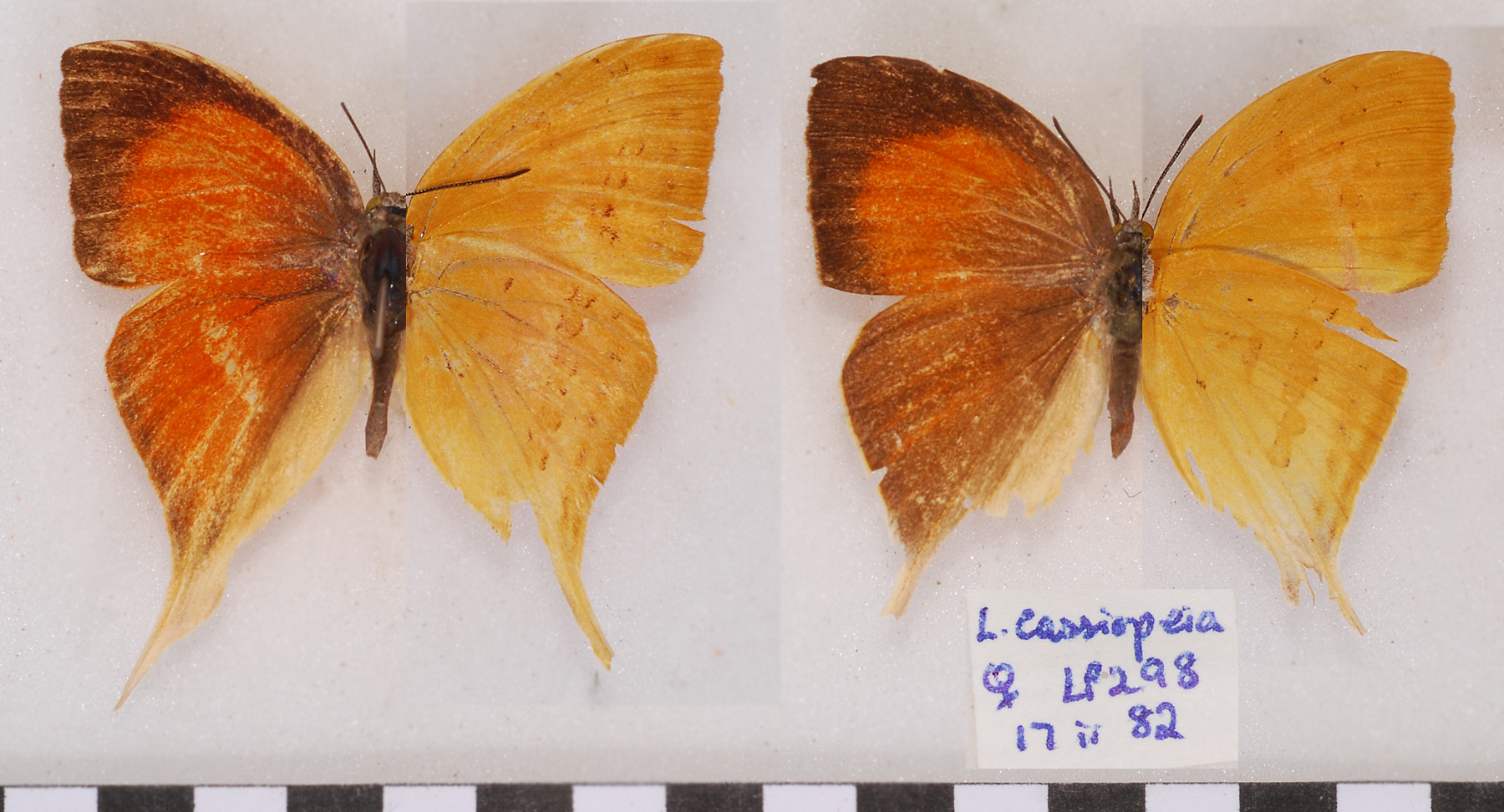
絲帶鹿灰蝶 Loxura cassiopeia

## 腳註
1. ↑  Brower, Andrew V. Z. 2008. Loxura Horsfield 1829. the yamflies. Version 12 February 2008 (under construction). http://tolweb.org/Loxura/112384/2008.02.12 （页面存档备份，存于） in The Tree of Life Web Project, http://tolweb.org/ （页面存档备份，存于） （英文）